# Saint-Jean-le-Vieux (Isère)
 Saint-Jean-le-Vieux  es una población y comuna francesa, en la región de Ródano-Alpes, departamento de Isère, en el distrito de Grenoble y cantón de Domène.

## Demografía
| 138 | 104 | 99 | 149 | 173 | 203 |
| Para los censos de 1962 a 1999 la población legal corresponde a la población sin duplicidades (Fuente: INSEE [Consultar]) |     |    |     |     |     |